# Caps d'Estat de la Unió Soviètica
Aquesta és una relació de caps d'estat de la República Socialista Federada Soviètica de Rússia (RSFSR) entre 1917 i 1922 i de la Unió de Repúbliques Socialistes Soviètiques (URSS) entre 1922 i 1991.

## Presidents del Comitè Central Executiu del Congrés dels Soviets de Totes les Rússies (1917-1938)
També conegut com a president de la República Soviètica Russa, President de la Federació Soviètica Russa i President del Congrés Nacional Rus dels Soviets des del 8 de novembre de 1917 en endavant.
El primer Comitè Central Executiu del Congrés del Soviets de Totes les Rússies, elegit el juny de 1917 no era un cos de govern, i el seu President no era el cap de l'estat rus. Això es modificà durant el Segon Congrés dels Soviets de Totes les Rússies, durant la Revolució d'Octubre de 1917.
- Lev Kàmenev (9 de novembre de 1917 - 21 de novembre de 1917)
- Iakov Sverdlov (21 de novembre de 1917 - 16 de març de 1919) (mort al càrrec)
- Mikhaïl Vladimirski (16 de març de 1919 - 30 de març de 1919) (interí)
- Mikhaïl Kalinin[3] (30 de març de 1919 - 15 de juliol de 1938)

El 30 de desembre de 1922 es formà la Unió Soviètica. Estava formada per la Rússia Soviètica (RSFSR) i per altres repúbliques soviètiques controlades pels comunistes. Mikhaïl Kalinin va mantenir el seu càrrec com a President del Comitè Central Executiu del Congrés del Soviets de Totes les Rússies i esdevingué President del nou Comitè Central Executiu de l'URSS. Tots dos càrrecs eren principalment protocol·laris, augmentant en el transcurs dels anys.

## President del Comitè Central Executiu de l'URSS (1922-1938)
També conegut com a President de la Unió Soviètica i President del CCE URSS, en una ocasió el càrrec va ser ocupat per quatre persones a l'hora.
- Mikhaïl Kalinin (30 de desembre de 1922 - 12 de gener de 1938) (canvi de nom del càrrec) representant de la RSFS de Rússia
- Grigori Petrovski (30 de desembre de 1922 - 12 de gener de 1938) representant de l'RSS d'Ucraïna
- Aleksandr Txerviakov (30 de desembre de 1922 - 16 de juny de 1937) representant de l'RSS de Belarús
- Nariman Narimanov (30 de desembre de 1922 - 19 de març de 1925) representant de la RSFS Transcaucasiana
- Gazanfar Musabekov (21 de maig de 1925 - juny de 1937) representant de la RSFS Transcaucasiana
- Nedirbai Aitakov (21 de maig de 1925 - 21 de juliol de 1937) representant de l'RSS del Turkmenistan
- Faizulla Khodjaiev (21 de maig de 1925 - 17 de juny de 1937) representant de l'RSS de l'Uzbekistan
- Nusratulla Lutfullaiev (18 de març de 1931 - 4 de gener de 1934) representant de l'RSS del Tadjikistan
- Abdullo Rakhimbaiev (4 de gener de 1934 - setembre de 1937) representant de l'RSS del Tadjikistan

Tots ells llevat de Kalinin i Petrovski van ser executats. Miraculosament, Petrovski va poder escapar-se de la Gran Purga, però va ser apartat del Partit i de les posicions de Govern.

## President del Presídium del Soviet Suprem de l'URSS (1938-1989)
També conegut com a President de la Unió Soviètica ó President del Presídium SS de l'URSS
- Mikhaïl Kalinin (17 de gener de 1938 - 19 de març de 1946)
- Nikolai Ixvèrnik (19 de març de 1946 - 6 de març de 1953)
- Kliment Voroixílov (15 de març de 1953 - 7 de maig de 1960)
- Leonid Bréjnev (7 de maig de 1960 - 15 de juliol de 1964)
- Anastàs Mikoian (15 de juliol de 1964 - 9 de desembre de 1965)
- Nikolai Podgorni (9 de desembre de 1965 - 16 de juny de 1977)
- Leonid Bréjnev (segon termini) (16 de juny de 1977 - 10 de novembre de 1982) (mort al càrrec)
- Vassili Kuznetsov (10 de novembre de 1982 - 16 de juny de 1983) (interí)
- Iuri Andrópov (16 de juny de 1983 - 9 de febrer de 1984) (mort al càrrec)
- Vassili Kuznetsov 9 de febrer de 1984 - 11 d'abril de 1984) (interí)
- Konstantín Txernenko (11 d'abril de 1984 - 10 de març de 1985) (mort al càrrec)
- Vassili Kuznetsov (10 de març de 1985 - 27 de juliol de 1985) (interí)
- Andrei Gromiko (27 de juliol de 1985 - 1 d'octubre de 1988)
- Mikhaïl Gorbatxov (1 d'octubre de 1988 - 25 de maig de 1989) (càrrec redenominat)

## President del Soviet Suprem de l'URSS (1989–1990)
També conegut com a President de l'URSS i President del Soviet Suprem de l'URSS fins a 1990, i de 1990 en endavant, Portaveu del Soviet Suprem de l'URSS.
- Mikhaïl Gorbatxov (25 de maig de 1989[4] - 15 de març de 1990)

El 15 de març de 1990 es transferiren poders més constitucionals al nou càrrec de President de la Unió Soviètica. Anatoli Lukianov va ser elegit President del Soviet Suprem en substitució de Mikhaïl Gorbatxov. Encara que el càrrec de President mantenia el nom, ara només era un portaveu parlamentari, no el cap d'estat. Els poders executius reals van seguir en mans de Mikhaïl Gorbatxov.

## Presidents de la Unió Soviètica (1990–1991)
- Mikhaïl Gorbatxov (15 de març de 1990 - 25 de desembre de 1991) (càrrec abolit amb la dissolució de la Unió Soviètica)
- Gennadi Ianaiev (interí; en oposició) (19-21 d'agost de 1991)[5]